# Geneviève Fioraso

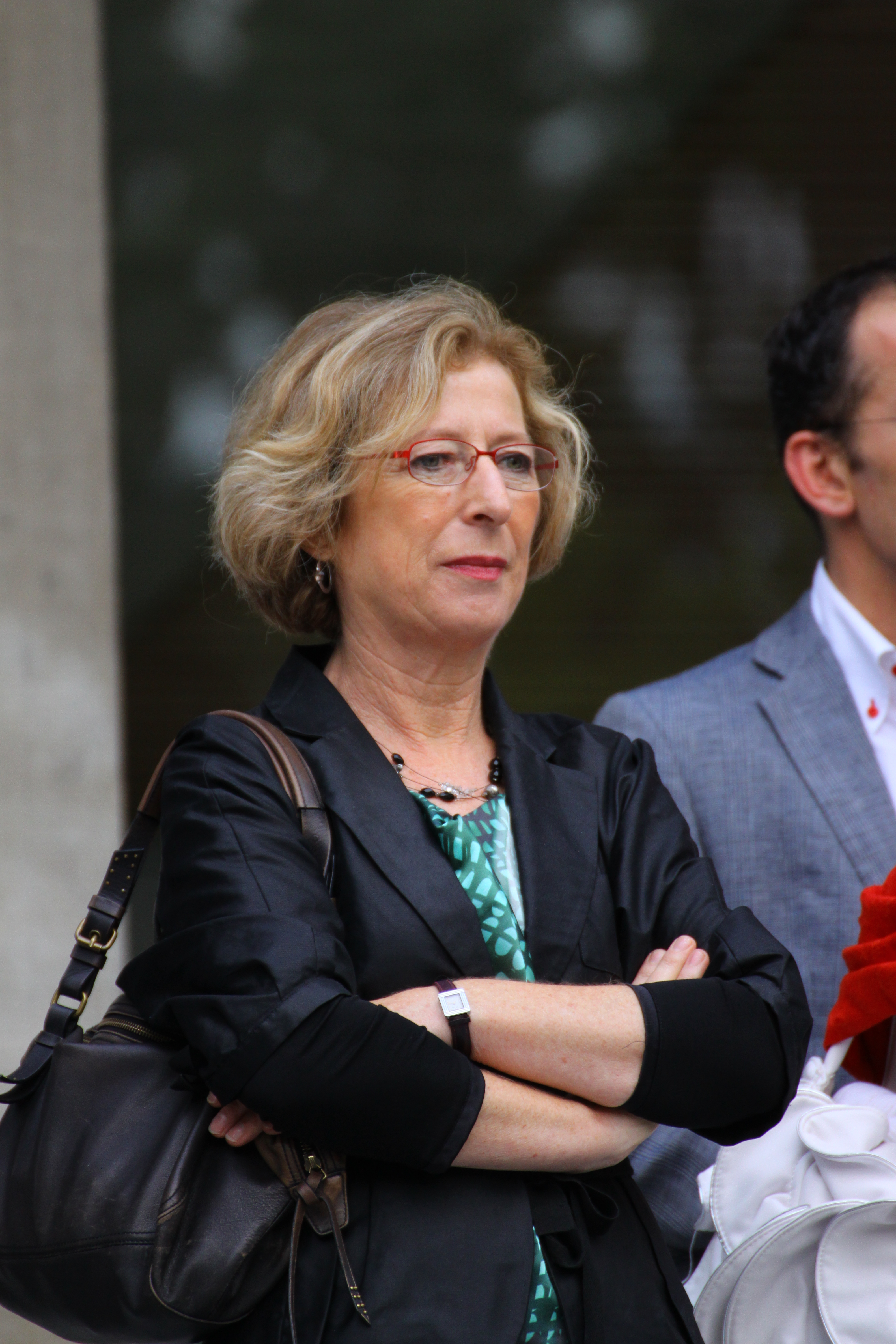
Geneviève Fioraso el juliol del 2011

Geneviève Fioraso (Amiens, 10 d'octubre de 1954) és una política socialista francesa. Va ser diputada a l'Assemblea Nacional de França entre els anys 2007 i 2017 per la circumscripció d'Isèra i Ministra d'Educació del govern francès entre els anys 2012 i 2014. També va exercir com a Secretària d'Estat d'Educació i va formar part de les comissions permanents de defensa, afers socials, afers econòmics, medi ambient i territori i hisenda.
Des del 28 de març de 2019 és la presidenta de l'Institut de recherche technologique (IRT) Saint Exupéry de Tolosa de Llenguadoc.